# Гроте ди Кастро
Гро̀те ди Ка̀стро (на италиански: Grotte di Castro) е малко градче и община в Централна Италия, провинция Витербо, регион Лацио. Разположено е на 467 m надморска височина. Населението на общината е 2833 души (към 2010 г.).
В общинската територия се намира част от езеро Болсена.